# Kepler-101
Kepler-101, alias KOI-46, è una stella subgigante di tipo G3 IV situata a circa 3005 anni luce dal sistema solare, nella costellazione del Dragone. Due pianeti composti da un Gioviano e una super-Terra orbitano intorno a questa stella.

## Caratteristiche della stella
Kepler-101 ha una raggio di 1,17 volte quella del Sole e una massa di 0,99 superiore a quella del Sole, la superficie ha una temperatura di circa 5667 °C

## Sistema Planetario
Intorno a Kepler-101 orbitano 2 pianeti scoperti nel 2014:
| Pianeta | Tipo        | Massa   | Raggio              | Periodo orb. | Eccentricità |
| ------- | ----------- | ------- | ------------------- | ------------ | ------------ |
| b       | Gioviano    | 0,16 MJ | 0,51 +0,08 -0,07 RJ | 3,5 giorni   | 0,086        |
| c       | Super Terra | 3,78 MT | 1,25 RT             | 6 giorni     | 0            |